# 한계생산력

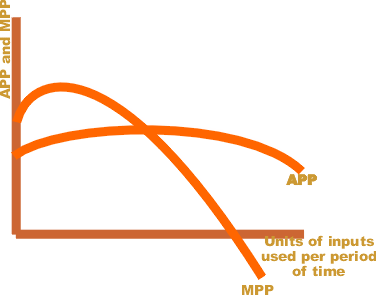

한계생산력(Marginal product, marginal physical productivity)은 경제학 용어의 하나로, 최종 노동자의 생산물의 양은 임금과 맞먹는다는 설이다.

## 개요
기능적 분배의 설명원리로는 멀리 거슬러 올라가 오스트리아 학파의 귀속학설(歸屬學說)이 있으나 오늘날에는 '한계생산력설'이 이에 대신하고 있다. 이 이론은 1890년대에 윅스티드(P. H. Wicksteed 1884∼1927), 바로네(Enrico Barone 1859∼1924), 발라(Walras 1834∼1910) 및 클라크 등에 의해서 우선 정식화되었다. 이 가운데 클라크는 직접 이것을 국민생산물의 사회적 분배원리로서, 거시적으로 사용했으나 다른 사람들은 기업의 생산과 분배이론으로 이를 파악했고 또한 일반균형이론 가운데 포함시키려고 했었다. 그 뒤 빅셀(J. G. K. Wicksell 1851∼1926) 등 많은 학자들의 연구가 거듭되었고 그것을 오늘날 볼 수 있는 것과 같이 완성한 것은 1930년대의 힉스 및 기타 학자들의 업적이다.
분배이론으로서의 한계생산력설(限界生産力說)은 각종 생산요소의 공급자에 대한 기업성과의 배분을 통일적으로 설명하는 원리이다. 그 기본 명제는 기업이 이윤의 극대화를 꾀하는 한 생산요소의 기업에서의 사용량은, 그 요소의 한계생산력 가치가 요소가격과 같아지도록 조절되며 결정된다는 사실이다. 여기서 말하는 '어느 생산요소의 한계생산력'이란 그것 이외의 생산요소 사용량의 일정량에 있어서 그 요소만큼 사용량을 1단위 부가(附加)했을 경우의 생산량의 증가분이며, '한계생산력의 가치'란 이에 생산물 가격을 곱한 것 즉 '기업수입의 증가분'인 것이다.  이 경우 기술적으로는 그 요소가 무한히 분할될 수 있고 또한 일정한 상태에 놓인 다른 여러 요소와의 결합의 비율을 연속적으로 변화시킬 수 있다는 것과, 그 요소를 잇달아 부가함에 따라 한계생산력은 체감한다는 것이 가정된다. 만일 기업에 있어서 어느 요소의 한계생산력 가치가 요소가격에 비해 아직 클 때에는 기업은 이 요소의 추가에 의해 얻어지는 기업수입과 지출의 차를 추구하고 이 추가이윤이 한계생산력의 체감에 따라 소멸함으로써 비로소 산출량과 요소사용의 증가는 그쳐질 것이다. 이 경우 그 요소공급자에 대한 기업수입의 분배는 한계생산력의 가치에 기업의 요소수요를 곱한 것과 등가이다. 
다음 어떠한 생산요소 사용을 고정시키지 말고 기업이윤을 극대로 끌어올리는 각 요소의 짜임새를 고찰하여 보기로 한다. 우선 생산량을 일정수준에 둔 경우 기업지출을 극소로 억제한 조건은 각 요소의 한계생산력과 요소가격의 비율이 상호간에 균등해지도록 각 요소를 결합시키는 일이다. 왜냐하면 만일 어느 요소의 한계생산력과 가격의 비율이 타요소의 그것에 비해 크다면 이는 그 요소의 최종단위가 타요소의 그것보다 상대적으로 저렴한 비용으로 생산효과를 올리고 있음을 뜻한다. 따라서 이 요소의 사용량을 얼마간 늘려 타요소로 대체시키는 것이 기업에 있어 유리하다. 그러나 이러한 생산요소의 대체는 한계생산력 체감의 가정에 따라 증가된 요소의 한계생산력을 저하시켜 거꾸로 타요소의 그것을 상승시킨다. 그렇게 해서 상술한 명제가 제시하는 점에서 조성이 안정하고 대체는 그치게 된다.  다음, 생산량의 결정에 대해서는 생산물 가격과 한계비용의 일치가 문제가 된다. 여기서 '한계비용'이란 생산량 1단위의 추가에 의한 비용의 증가분이며 그것은 생산량의 어느 한계를 넘으면 생산량과 함께 상승한다. 한계비용이 가격에 이르기 전에는 생산량의 증가가 이윤을 보다 증가시킬 것이다. 양자가 일치하여 비로소 생산량이 확정하여 그것과 함께 각 요소에 대한 수요량의 결부도 확정된다. 그렇게 해서 각 생산요소의 한계생산력도 결정되어 이에 따라 기업수입의 각 생산요소 공급자에 대한 분배가 성립되는 것이다. 그런데 단기적으로는 기업수입은 생산요소의 제공자에 전액 모두 분배되는 일은 없고 잔여 수입이 이윤으로서 남게 된다고 보아 무방하나 만일 이 이윤을 노려서 기업의 유입(流入)이 자유롭게 이루어질 수 있다고 한다면 이 경우에는 기업의 수입이 각 요소 공급자에게 모두 귀속되는 완전배분의 경우를 상정할 수가 있을 것이다. 왜냐하면 이러한 상황 아래에서는 기업유입에 따라 시장에서의 생산물 공급은 늘어나며 가격은 내려 이윽고 기업에 있어서 생산물 1단위당 평균비용이 최저선까지 저하되어 마침내 이윤이 소멸되기 때문이다. 다만 이 경우에 있어서도 생산물 가격은 한계비용과 일치되어 각 요소의 한계생산력과 요소가격의 일치에는 변함이 없다. 만일 기업이 그 생산물에 대해 시장에서 독점적 지배력을 지닐 때는 기업에 있어 생산물 가격은 소여가 아니며 가격을 조작하여 시장의 수요를 변화시킬 수 있다. 그리하여 기업이 그 생산량을 늘리며 동시에 그것에 대한 수요를 창출(創出)하려면 얼마간 가격을 인하해야 할 것이다. 생산물 1단위를 추가하여 그에 따르는 가격저하를 고려한 매상수입의 증가분, 즉 한계수입은 매상량 증가와 더불어 저하될 것이다. 이 경우 생산요소 단위의 추가에 따르는 기업수입의 증가분은 그 요소의 한계생산력에 기업의 한계수입을 곱하여 산출하지 않으면 안된다. 따라서 생산요소의 가치는 아니고 생산물 가격과 한계수입의 비율 즉 일반적으로는 ‘러너의 독점도'(Lener의 獨占度)로 불리는 것으로 그것을 나눈 것이 된다. 그 결과 각 요소의 공급자에 귀속되는 분배소득은 더 말할 것 없이 요소의 공급량에 한계생산력의 가치를 곱한 것보다 적으나 이 차이는 물론 기업이윤에 가산되는 것으로 보아 무방하다.
위의 설명에서 본 바와 같이 한계생산력설은 생산요소의 가격 내지 보수율을 소여로 해서 기업에 있어서의 생산요소의 사용량을 결정하고 동시에 요소 공급자에 대한 분배액을 결정하는 이론이다. 따라서 생산요소의 가격이 그 요소의 한계생산력에 따라 결정된다 함은 정확한 것이 못된다. 생산요소의 가격은 직접으로는 생산요소의 시장에서의 그것에 대한 수요함수와 공급함수에 따라 또는 이 함수에 영향을 주는 타시장과의 관련에 의해 결정된다. 그리하여 시장에서의 생산요소에 대한 수요는 한계생산력설에서 제시하는 기업에서의 개별수요의 합계에 지나지 않는다. 공급면에 관해서는 각 생산요소마다 특수한 고찰이 필요할 것이다. 요소가격의 이론은 이리하여 한계생산력설과 별개의, 그러나 이것과 결합해야 될 성질의 것이다.
분배이론으로서의 한계생산력설은 때로는 거시적인 국민소득 분배의 문제에 적용된다. 이 경우에는 부가가치의 연속적인 생산함수가 거시적으로 구성되어 이에 따라 생산요소의 사회적 한계생산력이 이론적으로 산출된다. 거시적 한계생산력설은 예를 들어 임금률과 고용량의 관련 등으로 중요한 뜻을 지니고 있으며 또한 거시적 분배율의 도출을 위한 논리이기도 하다.

## 같이 보기
- 한계생산비